# Via delle Conce
Via delle Conce è una strada del centro storico di Firenze, tra via San Giuseppe e via dell'Agnolo. Lungo il tracciato si innestano: via dei Conciatori e via Ghibellina.

## Storia
Questa zona più periferica del rione di Santa Croce era abitata dai ceti operai più umili, che qui avevano, oltre che le case, gli opifici in cui esercitavano le professioni. Le "conce" da cui la strada prende il nome erano gli antichi conciatoi di pelletteria, dei grandi stanzoni che erano situati più o meno negli edifici al n° 5 e seguenti, in angolo con via dei Conciatori. La concia prevedeva largo impiego dell'urina, ed è comprensibile come mai questa attività maleodorante fosse stata relegata a ridosso delle mura.
Il tratto di strada che corre da via San Giuseppe a via dei Conciatori si chiamava via dei Bucciai, a indicare coloro che trattava le pelli più fini, mentre il seguente tratto fino a via Ghibellina si intitolava via dei Pelacani, termine con il quale si indicavano gli addetti alle pelli correnti.
Da via Ghibellina a via dell'Agnolo infine era detta "via del Casolare". Qui, al canto con via dell'Agnolo, si trova un rilievo molto consumato che rappresentava un angelo, segno di un possedimento della Compagnia di San Michele della Pace che ha dato il nome alla lunga direttrice "dell'Agnolo".

## Descrizione
La strada ha carattere residenziale popolare, comunque in buona parte riqualificata a partire dall'intervento che ha consentito il recupero di parte del complesso delle concerie in angolo con via dei Conciatori. È pavimentata a lastrico, con marciapiedi da ambo i lati.

### Edifici
L'inizio della strada costeggia un lato della chiesa di San Giuseppe. Seguono sul lato opposto alcune case popolari, nate verosimilmente da un'edificazione a schiera e poi sopraelevate in tempi diversi, alcune delle quali presentano sulla facciata alcuni stemmi in pietra, purtroppo tutti consunti e indecifrabili (nn. 3 e 5). Stessa situazione, più avanti e sul lato opposto, al numero civico 14.

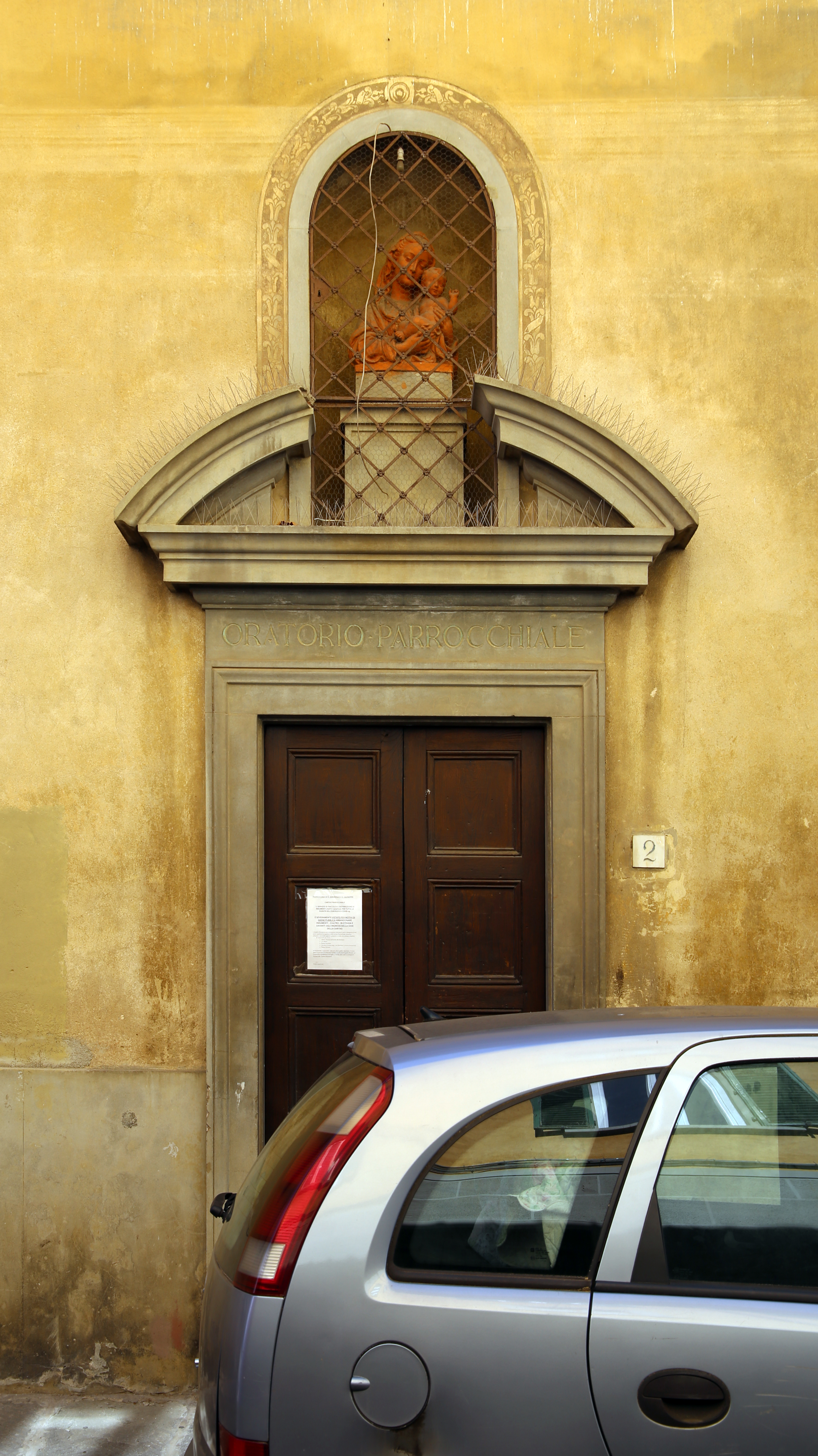
Portale dell'oratorio parrocchiale di San Giuseppe
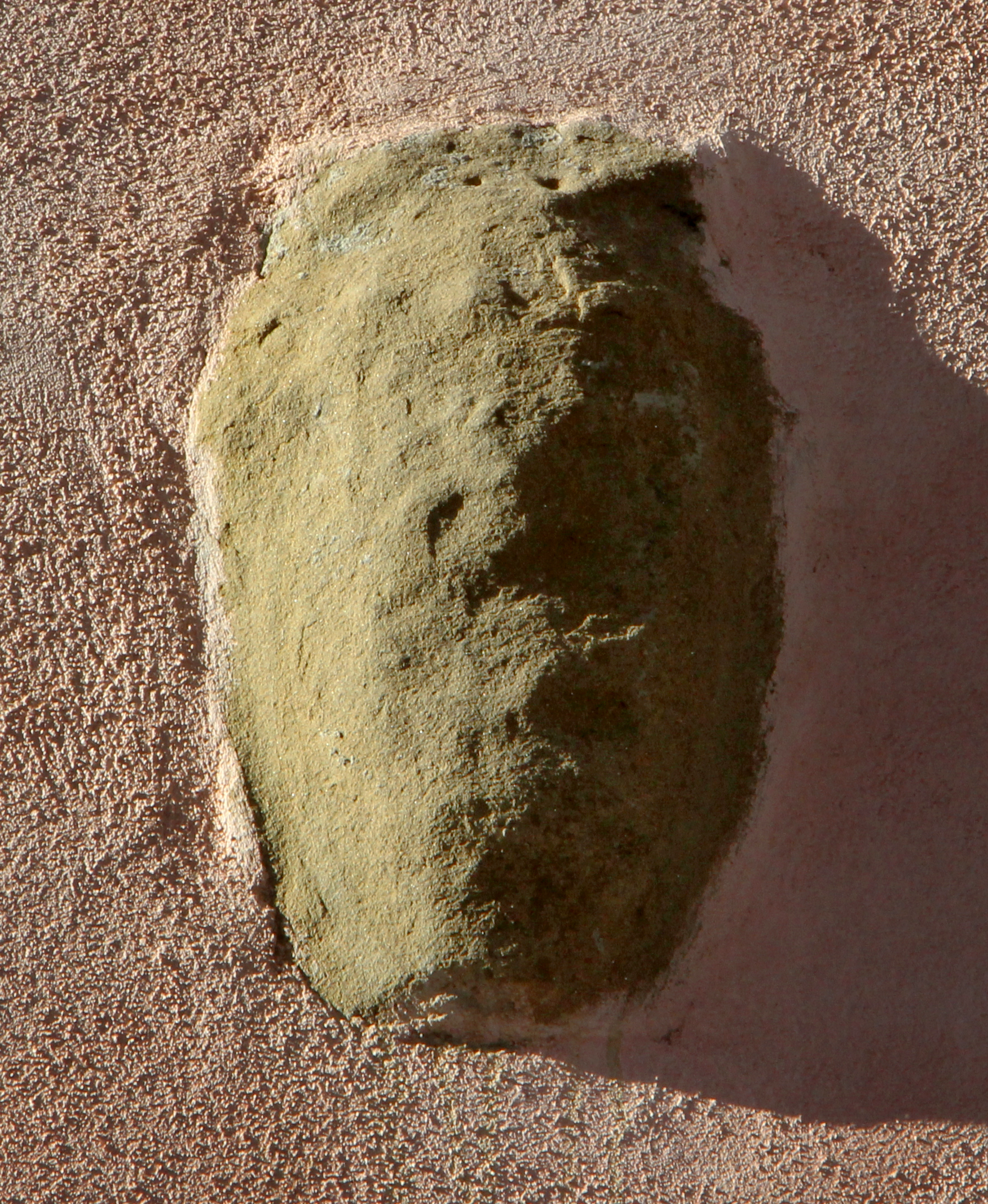
Primo stemma al n. 3
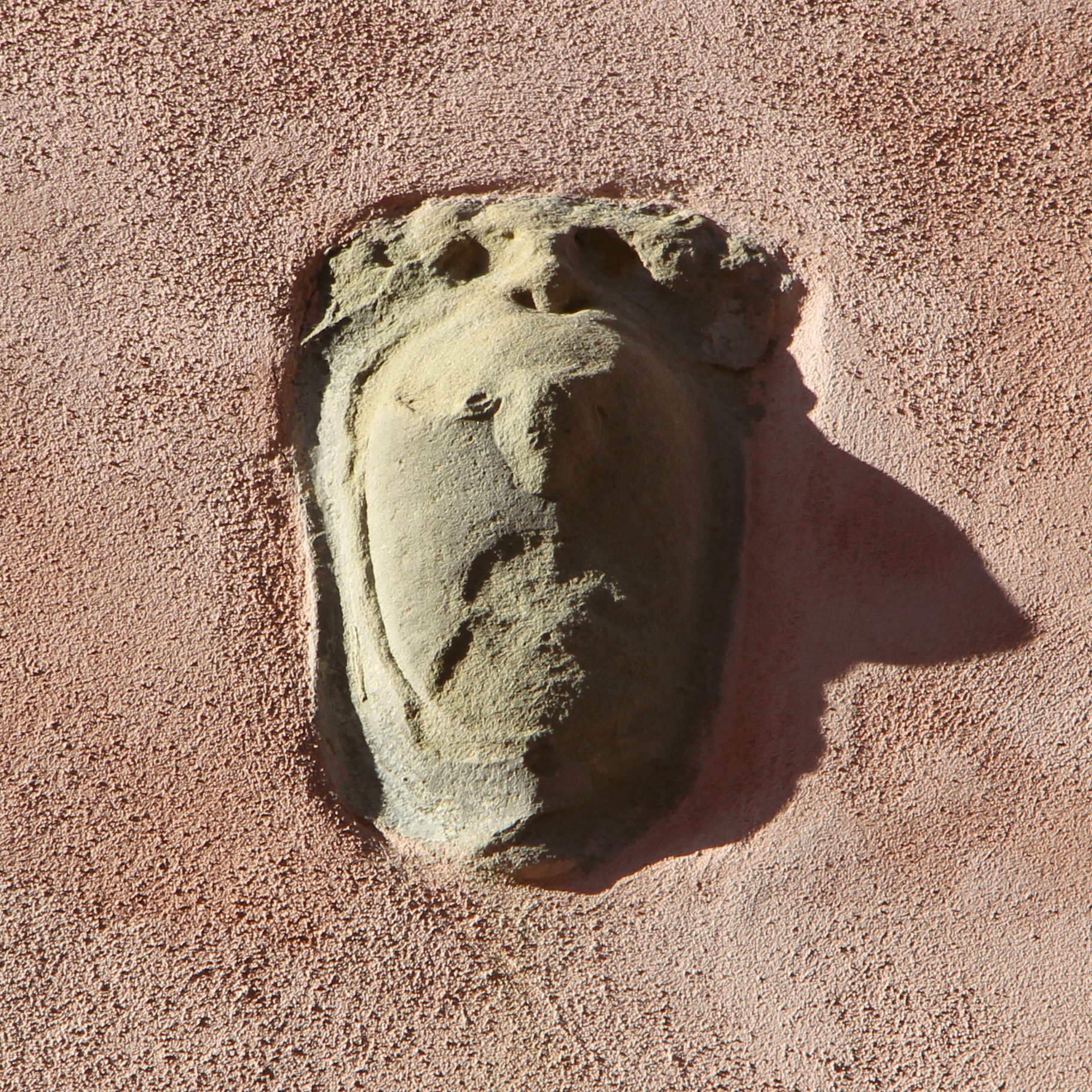
Secondo stemma al n. 3
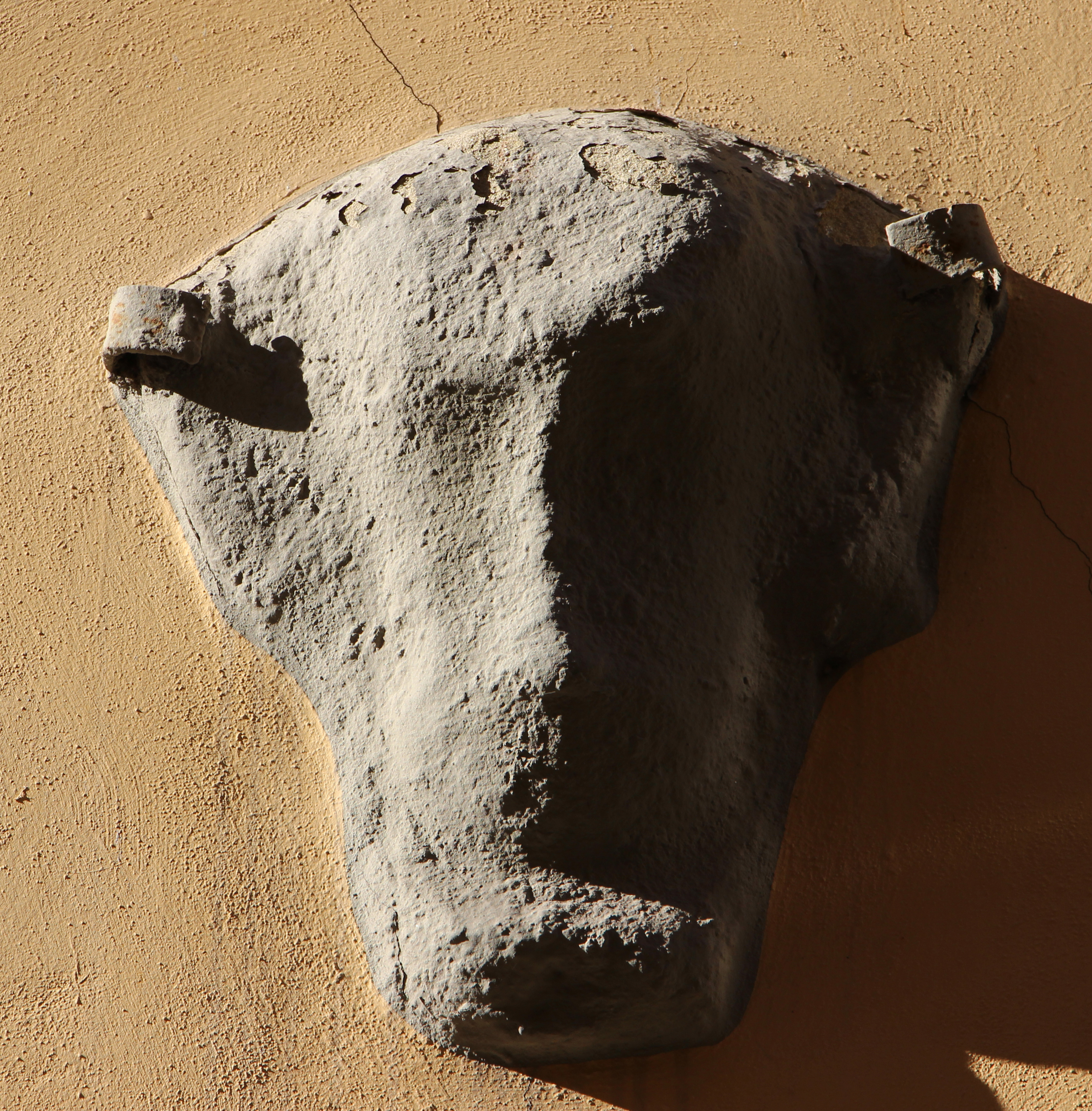
Stemma al n. 5
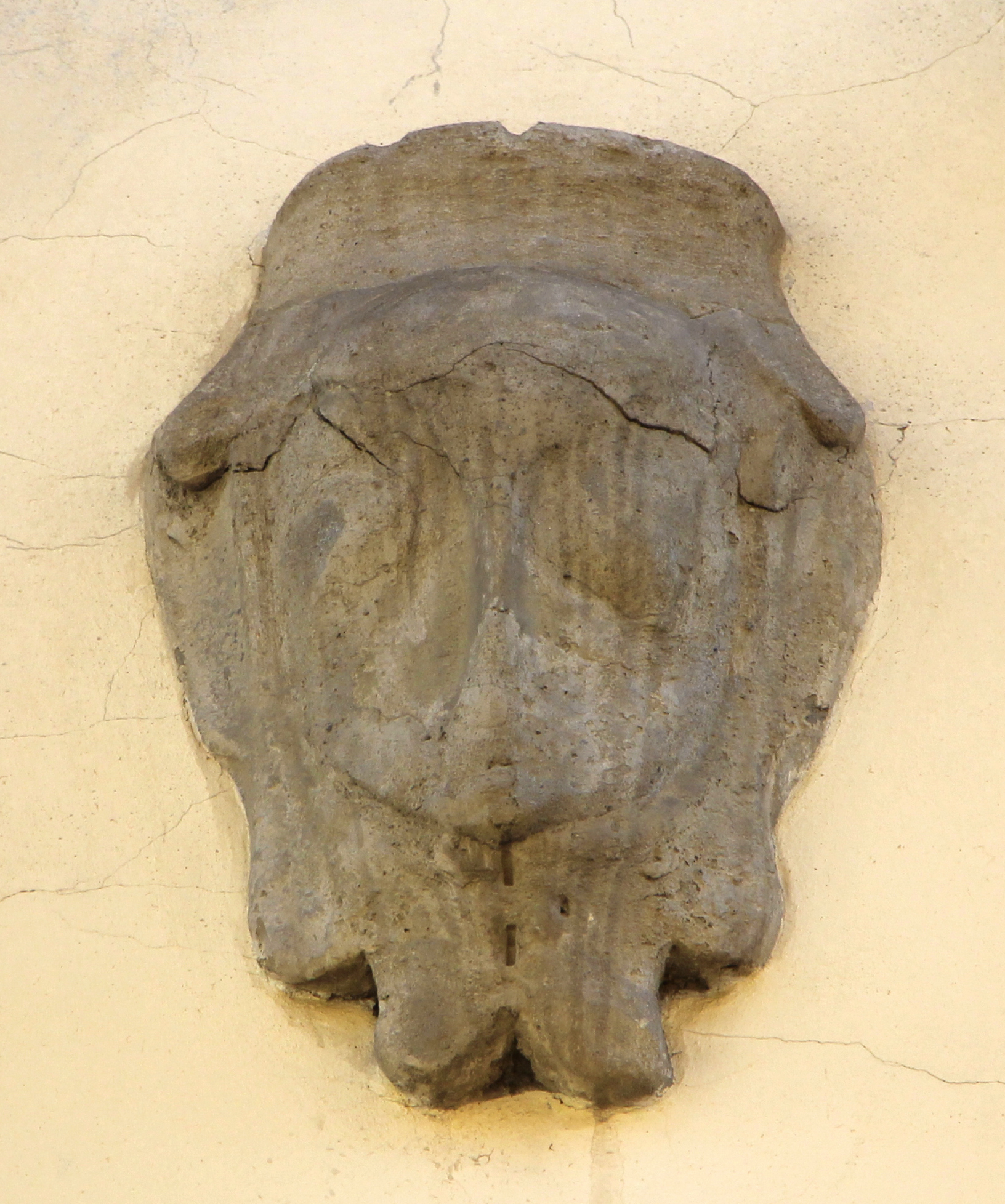
Stemma al n. 14

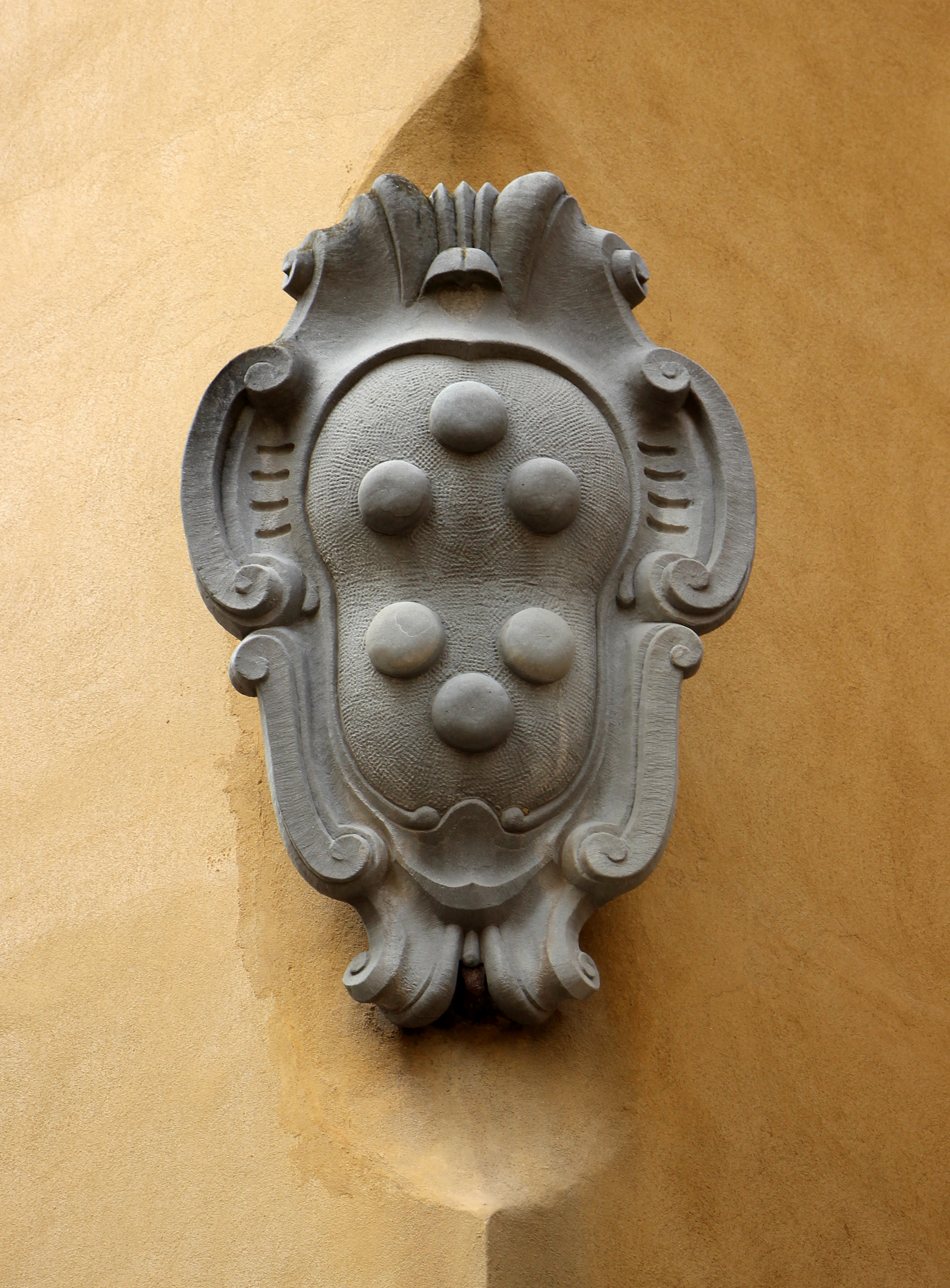
Stemma mediceo sull'edificio ovest

Il complesso delle conce occupava quattro distinti corpi di fabbrica (o comunque almeno tre) posti alle quattro cantonate determinate dall'incrocio di via delle Conce con via dei Conciatori e forse ciascuno destinato a diverse fasi della lavorazione, come sembrano suggerire anche i nomi diversi delle porzioni della strada in antico. Nonostante l'evidente importanza delle costruzioni sia per la loro estensione sia per l'antica fondazione (nonché per la severa bellezza dei prospetti) non risultano notizie significative sulla loro storia, a parte la menzione nel repertorio di Bargellini e Guarnieri dove tuttavia si riconosce in uno solo degli edifici, quello contrassegnato dallo stemma mediceo sulla cantonata. Questo edificio è quello rivolto a ovest.
A nord si riconosce invece un edificio con i muri esterni a scarpa, a est uno che reca sul cantone un tabernacolo, a sud il rimanente, di più recente definizione rispetto agli altri o più degli altri modificato. Per quanto riguarda l'edificio a nord, si rileva l'alta parte basamentale segnata da rade bucature, un piano principale segnato da profonde e serrate finestre ad arco, la copertura a capanna dal lato di via delle Conce. L'edificio è stato successivamente recuperato e negli interni trasformato ad uso di civili abitazioni.
L'edificio a ovest mostra un impianto analogo, con i piani superiori segnati da profonde e serrate finestre ad arco di diversa luce. La cantonata presenta un muro a scarpa di significativo rilievo che, assieme all'alta e piena parte basamentale, conferisce alla fabbrica il carattere di struttura fortificata. Anche questo è stato trasformato in abitazione civile.
L'edificio est ha visto l'impiego degli spazi come depositi della nettezza urbana fino al 1980, quindi utilizzato in parte da varie realtà sociali e politiche poi venduto dal Comune di Firenze in occasione di una asta del dicembre 2010 a privati con l'obiettivo, al pari di quanto è accaduto agli altri edifici del gruppo, di trasformare il complesso in appartamenti. A tale vendita è seguita l'occupazione di parte degli ambienti da parte di varie forze sociali sotto la comune denominazione di Progetto Conciatori. Dal 2020 l'edificio è stato trasformato in spazi ad uso di civili abitazioni.
L'edificio sud infine ha un disegno delle bucature e dei prospetti nel loro insieme che sembrerebbe ricondurre a tempi più recenti la fabbrica rispetto alle altre che lo fronteggiano dal lato opposto di via delle Conce. Tuttavia anche in questo caso la cantonata presenta un muro a scarpa e uno degli ingressi (sebbene decisamente integrato e modificato) di carattere trecentesco, con architrave in pietra. L'edificio è stato trasformato in spazi ad uso di civili abitazioni.
Nel tratto finale della via, tra via Ghibellina e via dell'Agnolo, si trova l'accesso al giardino Vivarelli Colonna, col relativo palazzo in angolo con via Ghibellina. Sul lato opposto l'ex manicomio di Santa Dorotea.
Al 16 si trova un casamento che guarda alla strada con un ampio fronte organizzato su quattro piani per sei assi, privo di elementi architettonici di interesse e comunque riconfigurato nel Novecento. Vista la zona dove ci troviamo è tuttavia evidente come l'immobile si sia definito a partire da case di antica fondazione. Di questa storia è peraltro memoria un pietrino con il cristogramma raggiato, posto sopra il modesto portone di accesso allo stabile, segnato dal progressivo 3 in numeri romani, quindi riferito a un istituto che possedeva più di un immobile in città, presumibilmente il convento di San Girolamo delle Poverine Ingesuate, ubicato non molto lontano.

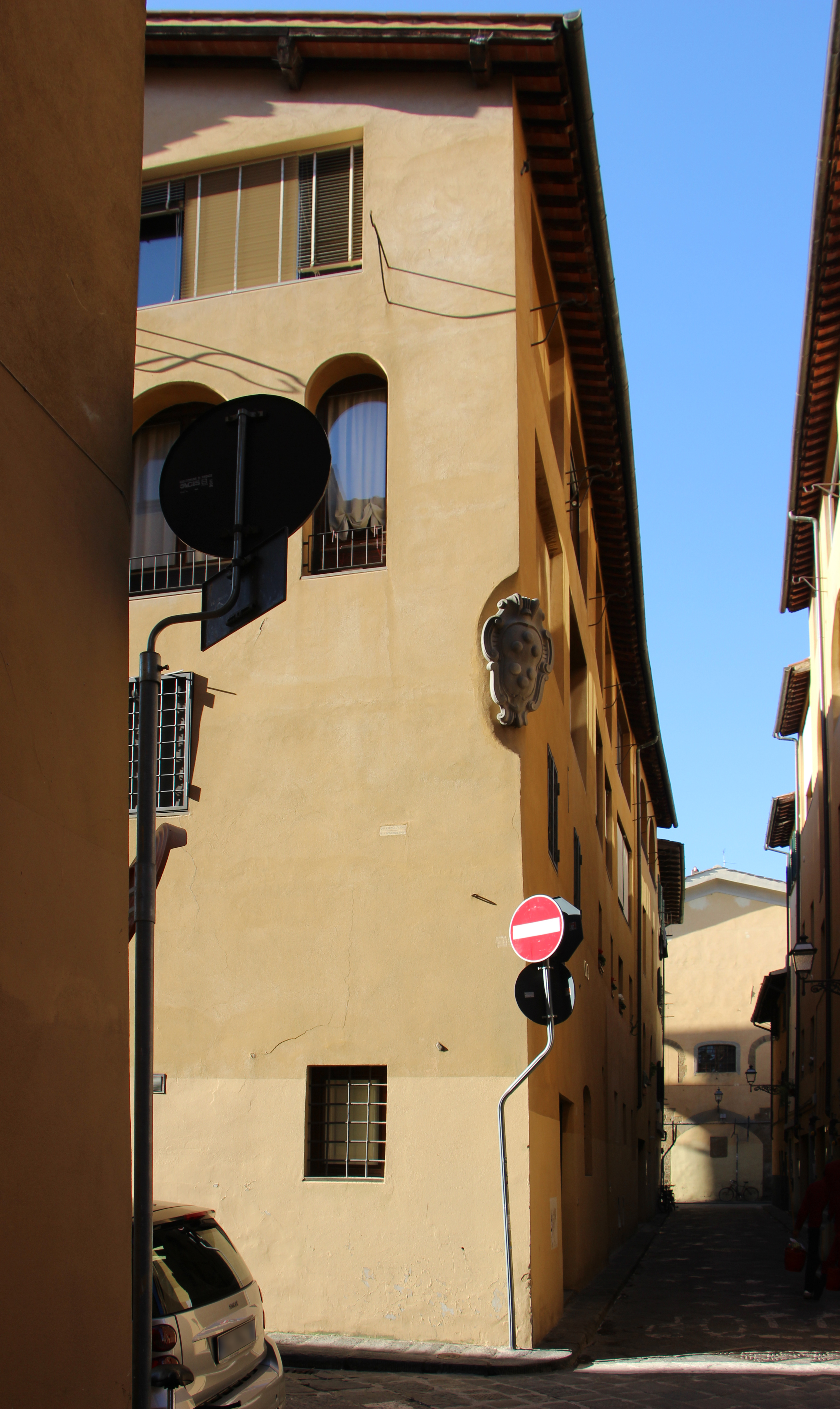
L'edificio ovest dei conciatori
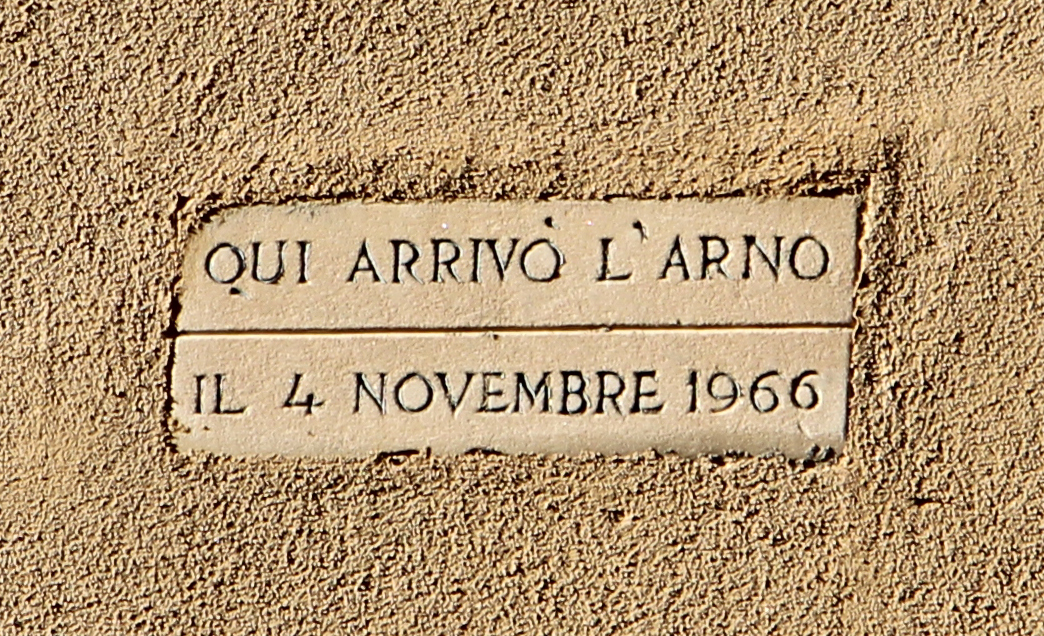
Ricordo del livello delle acque raggiunto durante l'alluvione di Firenze del 1966, sull'edificio ovest dei Conciatori
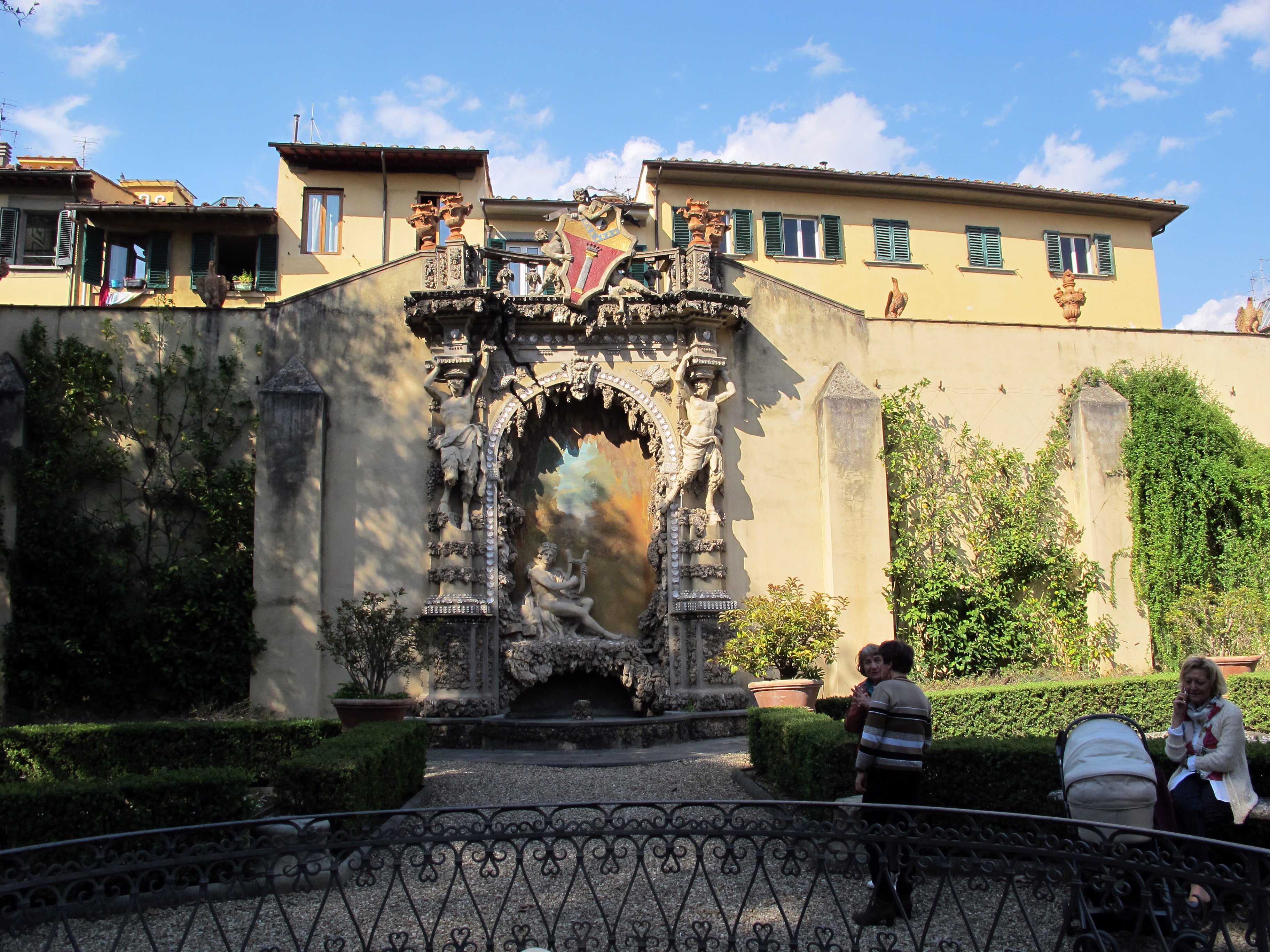
Il giardino Vivarelli Colonna
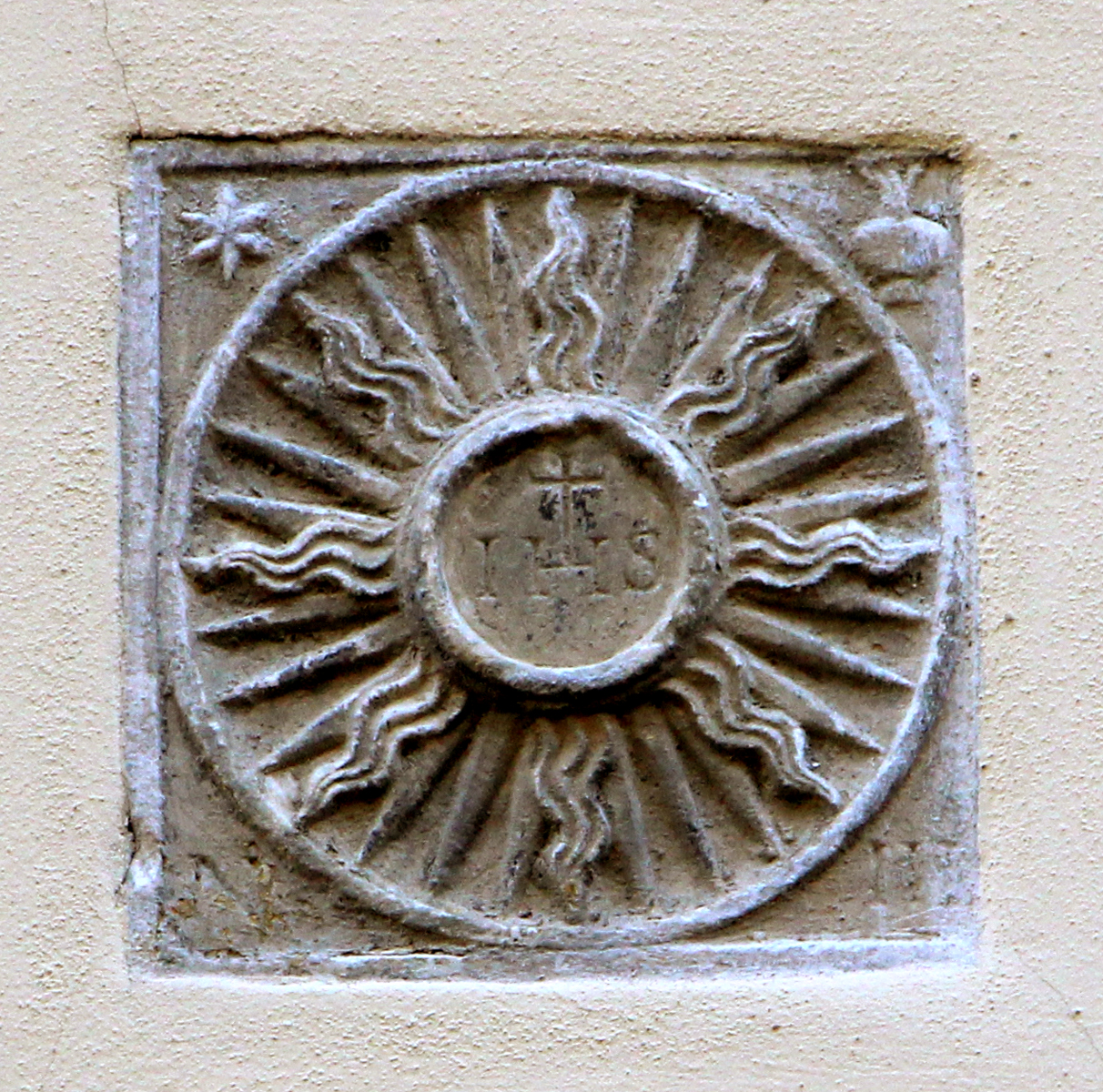
Il Cristogramma al 16

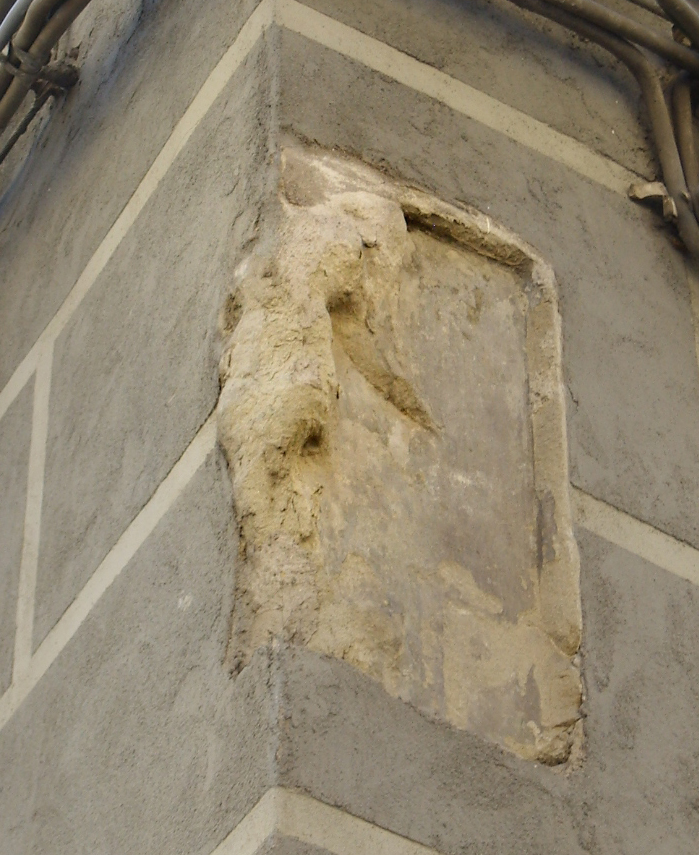
La pietra angolare con l'"Agnolo"

All'incrocio con via dell'Agnolo, la casa al 19 presenta i fronti riconfigurati nell'Ottocento e recentemente restaurati, con il rifacimento del finto pietrame terreno: è organizzata su quattro piani, per tre assi su via delle Conce, due su via dell'Agnolo. Sul canto tra le due strade il repertorio di Bargellini e Guarnieri documentava la presenza di una pietra angolare scolpita con raffigurato San Michele Arcangelo accompagnata dalle iniziali S. M. P. (San Michele della Pace), ad attestare la proprietà della casa da parte di questo oratorio un tempo esistente presso Sant'Ambrogio "dove oggi si trova la Compagnia del Sacramento, di fronte alla chiesa". Secondo quanto ricostruito dagli stessi studiosi (e sulla scorta di quanto scritto da Guido Carocci), da questa scultura sarebbe peraltro derivato il nome di via dell'Agnolo, prima attribuito a un solo tratto della strada (in realtà non a questo, ma a quello compreso tra borgo Allegri e via de' Pepi, fatto che lascia alcune perplessità sull'ipotesi), quindi al suo intero tracciato. Fatto è che, rispetto alla fotografia pubblicata nel 1977 che mostra il pietrino fortemente compromesso ma ancora leggibile, oggi questo si presenta per metà affogato nel nuovo intonaco e per l'altra metà ridotto a una massa informe oramai incapace di testimoniare di questa antica storia.

### Lapidi
In via delle Conce, a un'altezza imprecisata, Francesco Bigazzi (1887) trascerisse una lapide con un bando dei Capitani di Parte oggi irreperibile:
Ṗ SENTENZA DEGLI ILLMI SIG. CAPNI

DI PARTE DEL 2 OTTOBRE 1720 FV

PŌIBITO AI CONCIATORI DI PELLE E

CVOI D'OGNI SORTE IL NON POTERE E

TENERE NELLE STRADE PVBBLICHE

MORTELLE CALCINE NE ALTRE MATE

RIE PIÙ DI GIORNI 4 IN PENA DI LIRE 25

Ṗ OGNI VOLTA ET ALTRE PENE CONTE

IN ALTRI BANDI IDDÌ 20 NBRE 1720.
Trascrizione: «Per sentenza degli illustrissimi signori Capitani di Parte del 2 ottobre 1720 fu proibito ai conciatori di pelle e cuoi d'ogni sorte il (non) potere e tenere nelle strade pubbliche mortelle, calcine né altre materie più di giorni 4 in pena di lire 25 per ogni volta e altre pene contenute in altri bandi iddì 20 novembre 1720.»

### Tabernacoli

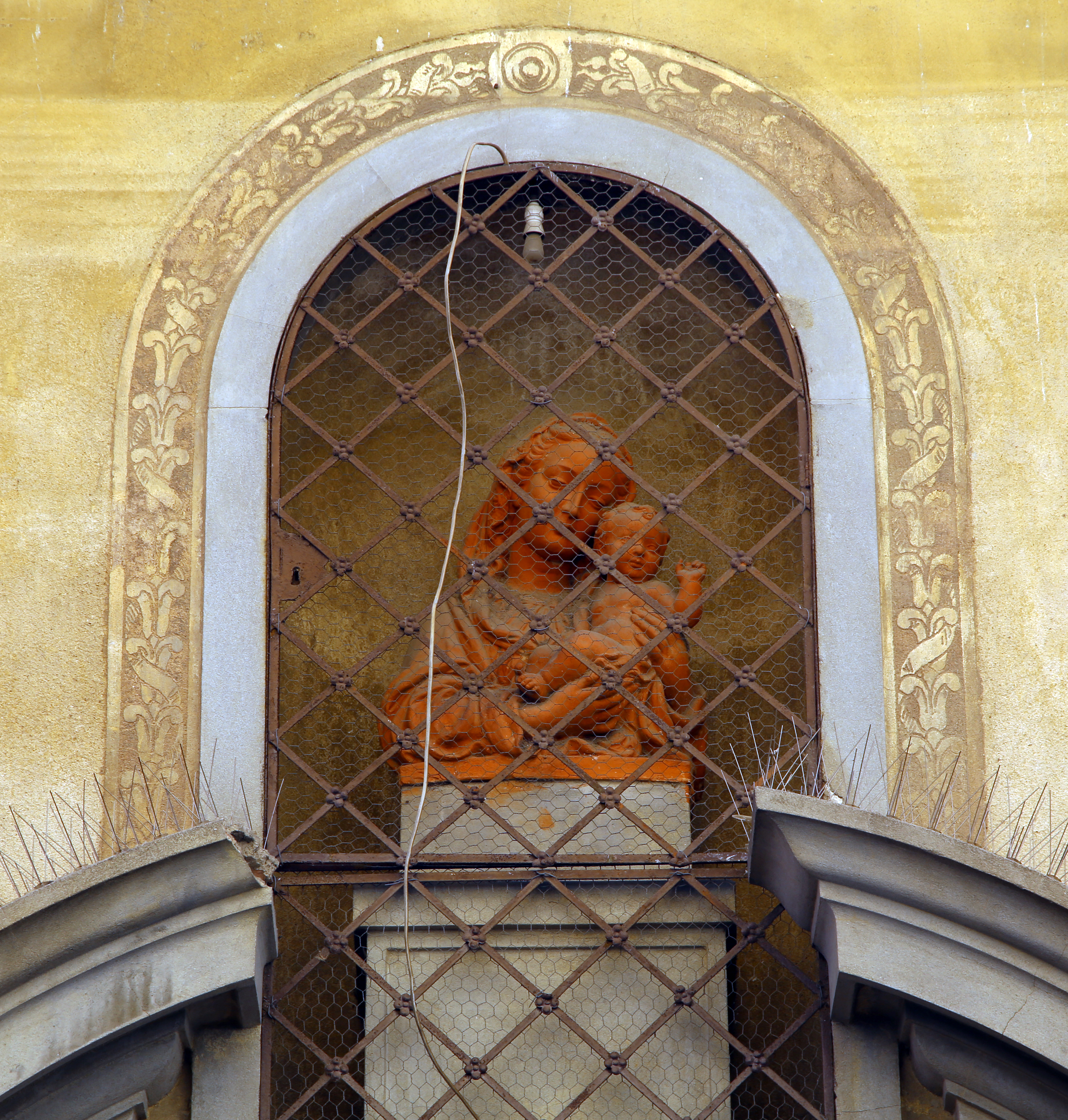
Tabernacolo dell'oratorio parrocchiale di San Giuseppe

All'angolo con via dei Conciatori si trova un'edicola in pietra serena datata 1704 e poggiante su due mensole a triglifi, caratterizzata da un frontone convesso spezzato racchiudente una gloria di raggi e testine angeliche con la colomba dello Spirito Santo (oggi oltremodo consunta e a malapena leggibile). All'interno si trova una copia di una tavola oggi conservata nella vicina chiesa di San Giuseppe; si tratta di un'opera ben più antica della cornice, riferibile all'inizio del Cinquecento, attribuita a Ridolfo del Ghirlandaio, che fu danneggiata dall'alluvione di Firenze e restaurata entro il 1972, quando fu esposta alla mostra di "Firenze restaurata". Questa Madonna, un tempo ritenuta dispensatrice di grazie, era stata all'origine della devozione della Compagnia di San Giuseppe che portò alla costruzione della stessa chiesa di San Giuseppe.
Un altro tabernacolo, con un busto della Madonna col Bambino in terracotta enmtro una nicchia protetta da una grata, si trova invece sul portale dell'oratorio parrocchiale di San Giuseppe.

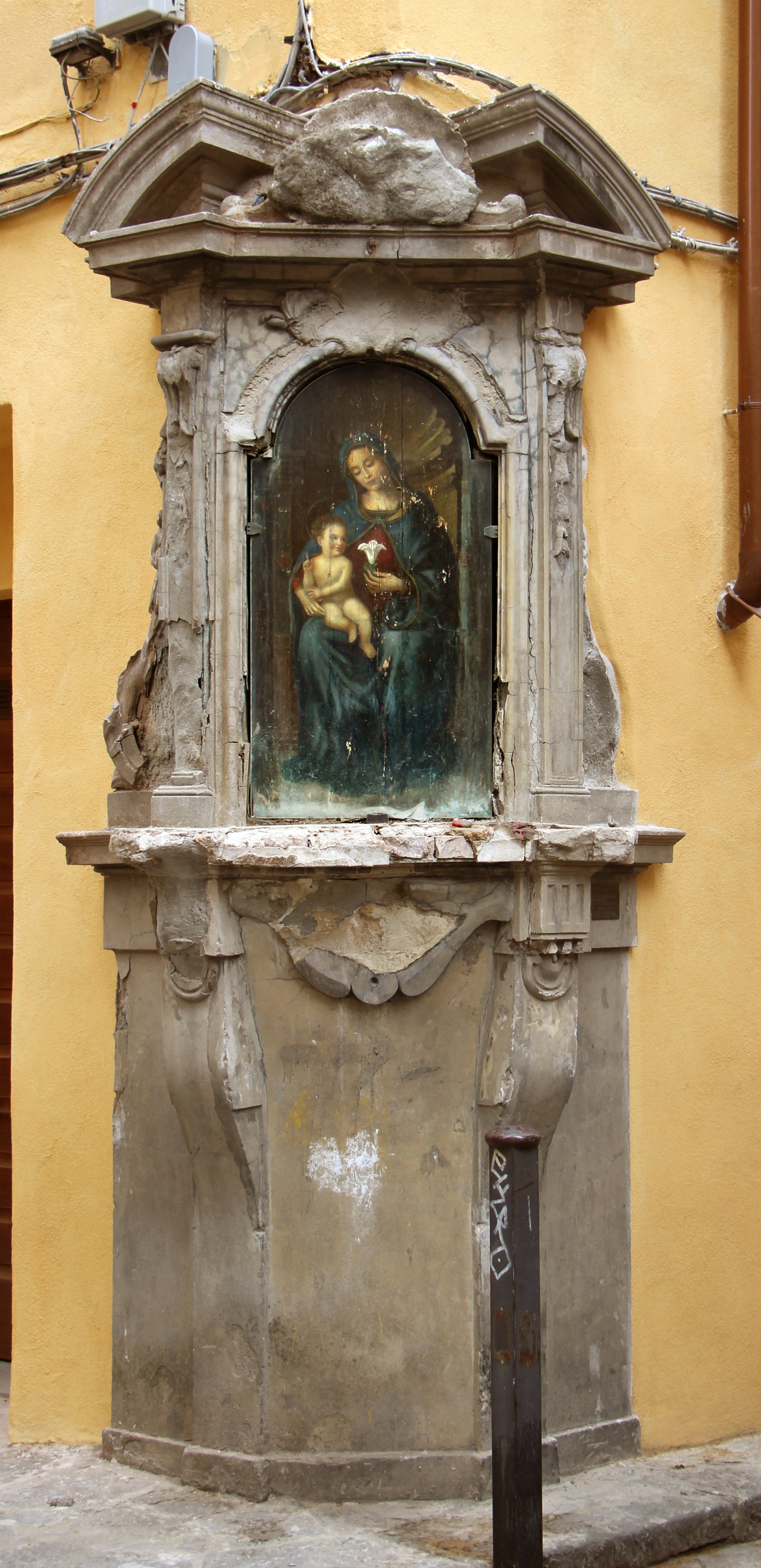
Il tabernacolo del Giglio, in angolo con via dei Conciatori
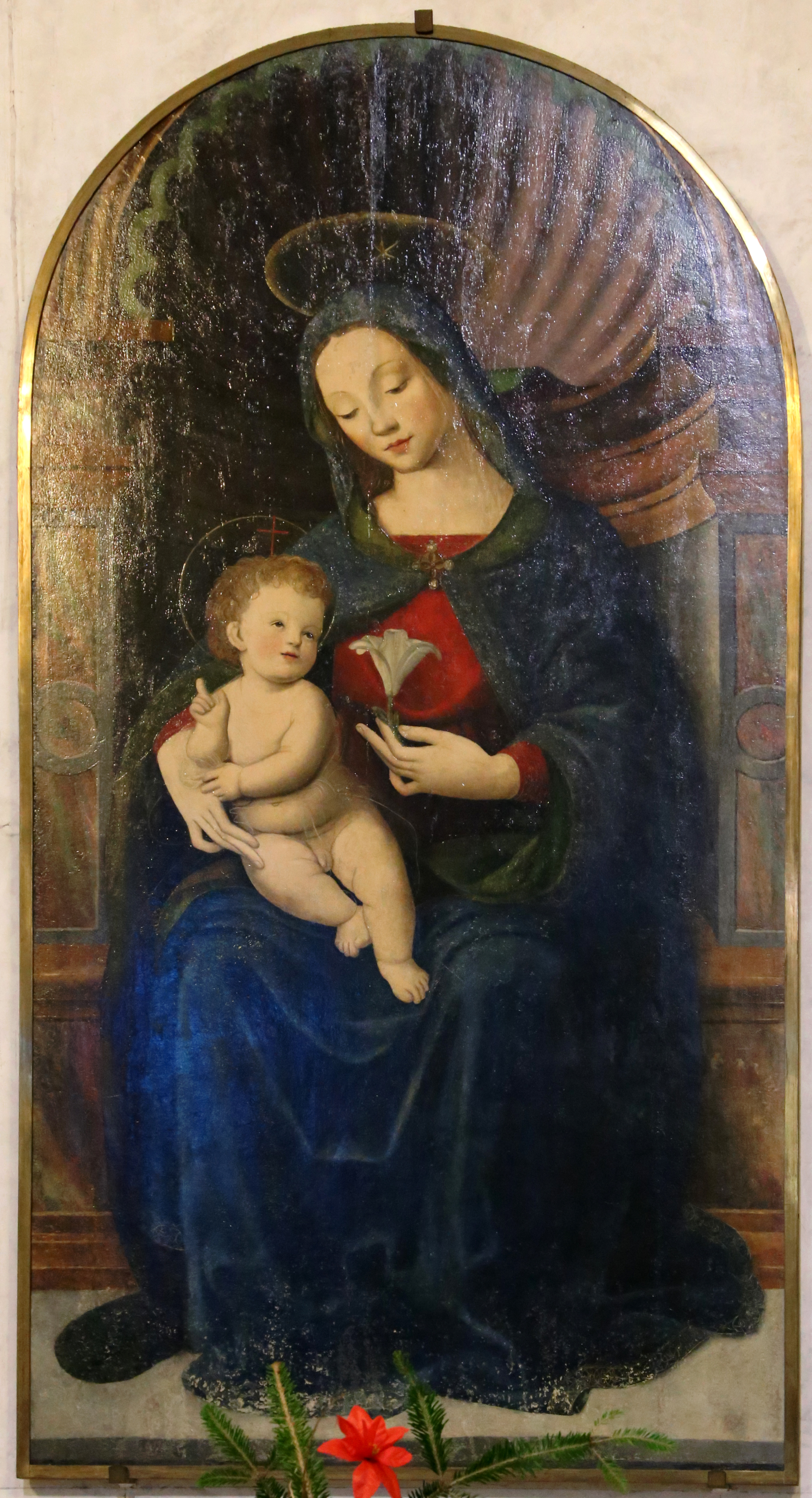
La Madonna originale nella chiesa di San Giuseppe

## Via dei Conciatori

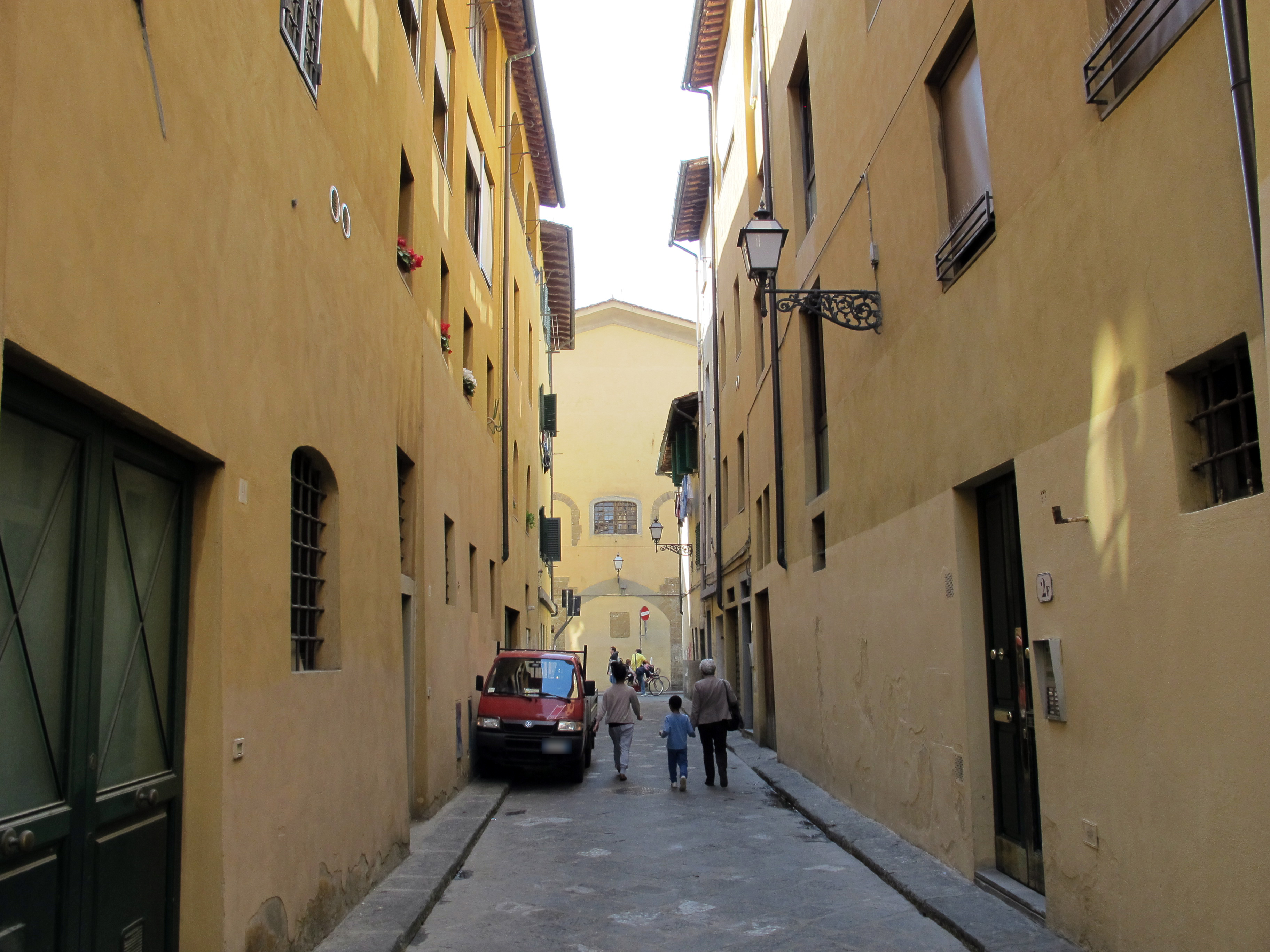
Via dei Conciatori

Una storia analoga ha la vicina e intersecante via dei Conciatori. Anticamente detta "via di Mezzo", ebbe in nome cambiato con l'apertura delle concerie. Oltre alle memorie già descritte in angolo con via delle Conce, nella strada si trova una targhetta che ricorda l'alluvione del 3 ottobre 1740, quando l'acqua arrivò a circa un metro e mezzo. Andata rotta è stata in seguito ricomposta abbreviandone arbitrariamente la dicitura.
| MDC[CXXXX A DÌ 3] XBRE A QVI RIVÒ L'A[CQUA D'AR]NO |

Ben inferiore comunque ai danni dell'alluvione del 1966, che in questa zona, altimetricamente tra le più basse del centro, colpì con particolare gravità. Sullo sfondo della via si intravede l'edificio dell'antico ospedale di San Francesco dei Macci.
Oltre al citato tabernacolo in angolo con via delle Conce, se ne trova un altro all'angolo con via delle Casine, contenente una riproduzione della Madonna col Bambino a rilievo di Benedetto da Maiano. Sulla cornice si legge l'iscrizione "Regina Advocata nostra ora pro nobis". Vicino al tabernacolo si trovano due lapidi che ricordano delle alluvioni: quella del 1844 e, più in alto, quella del 1966.

## Bibliografia

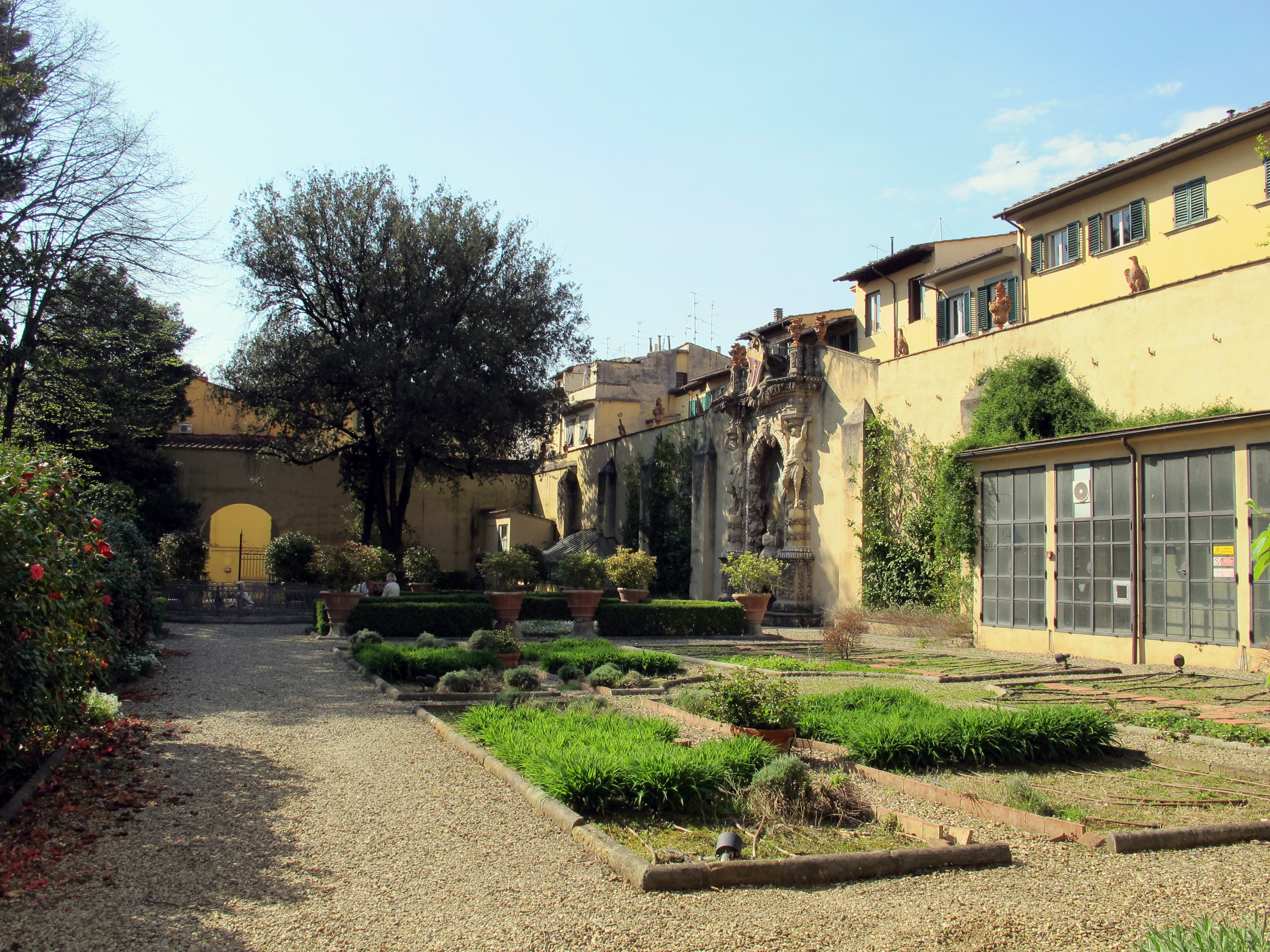
Giardino Vivarelli Colonna